# 国道155号

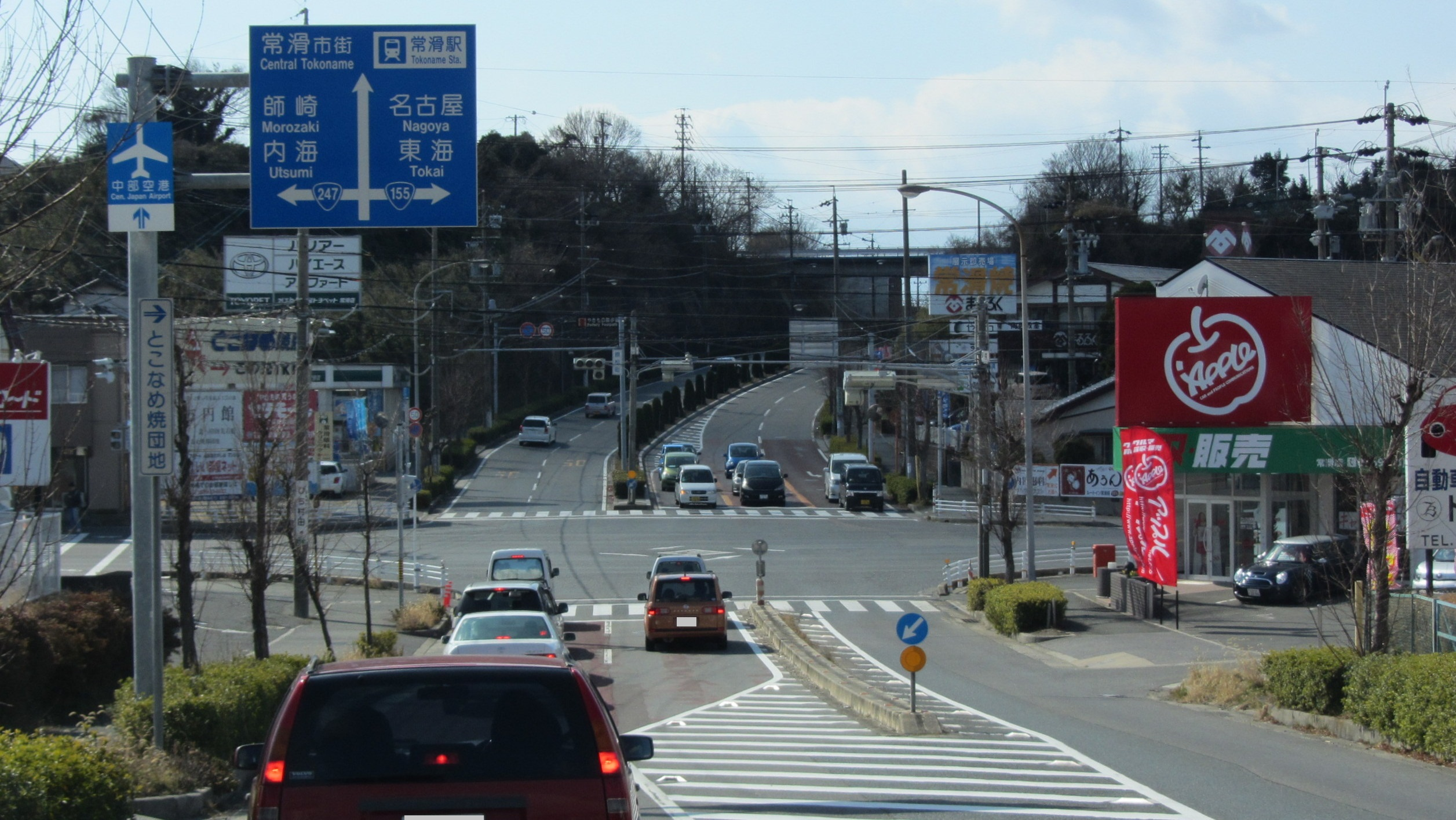
国道155号 起点付近
愛知県常滑市 原松町交差点

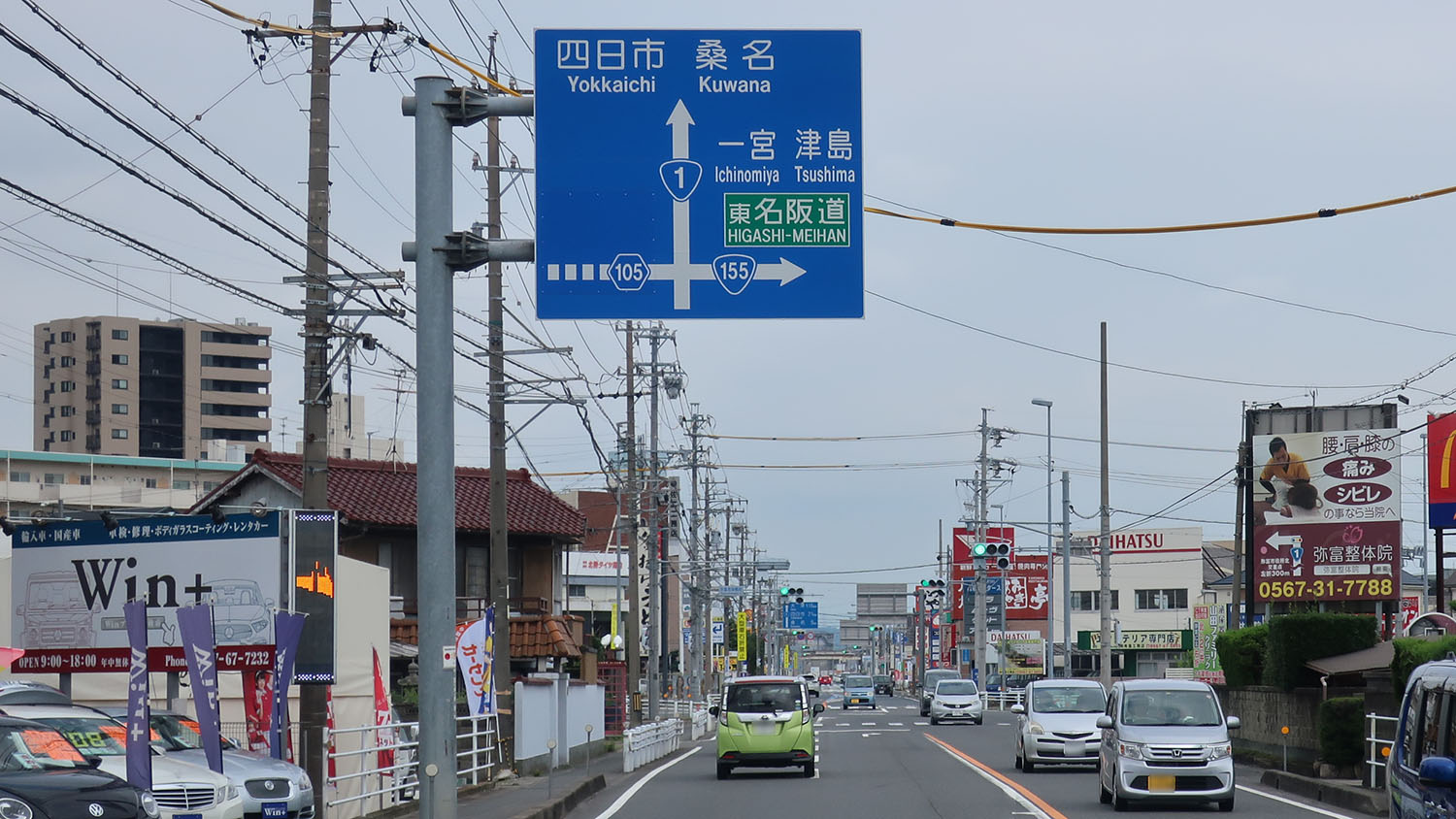
国道155号 終点
愛知県弥富市 弥富高架橋南交差点

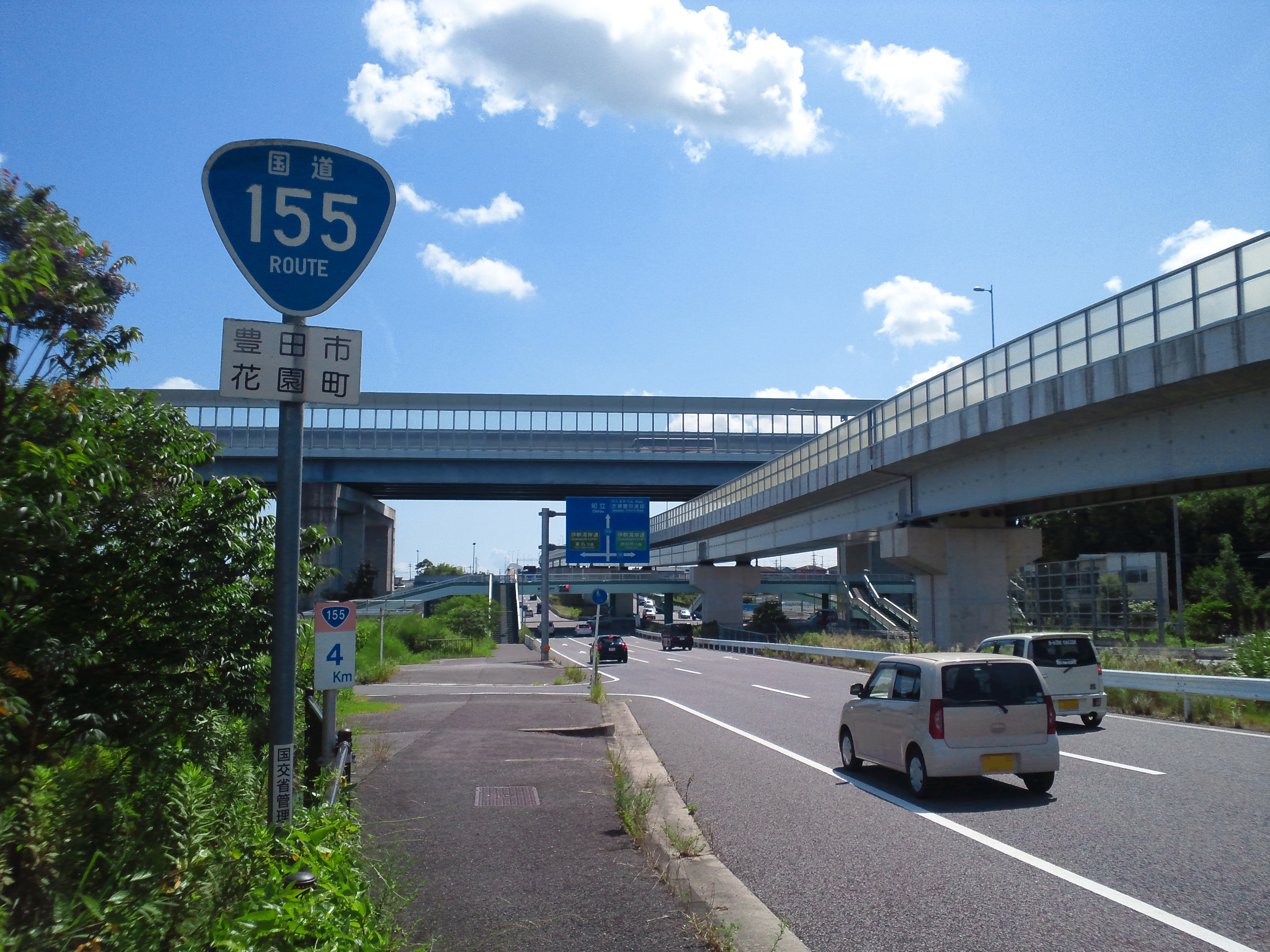
豊田南バイパス
愛知県豊田市花園町付近

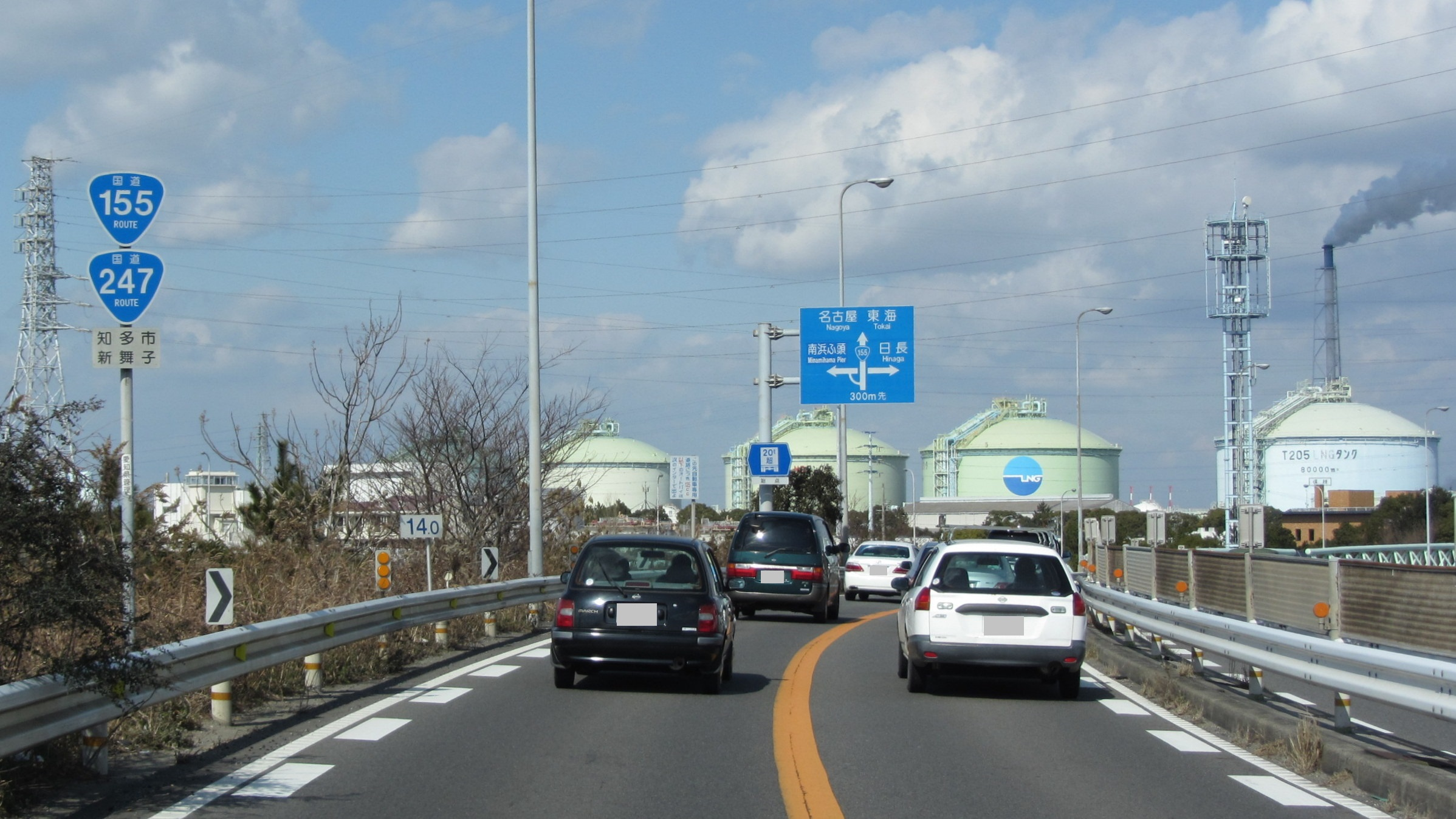
西知多産業道路
国道247号との重複
愛知県知多市新舞子

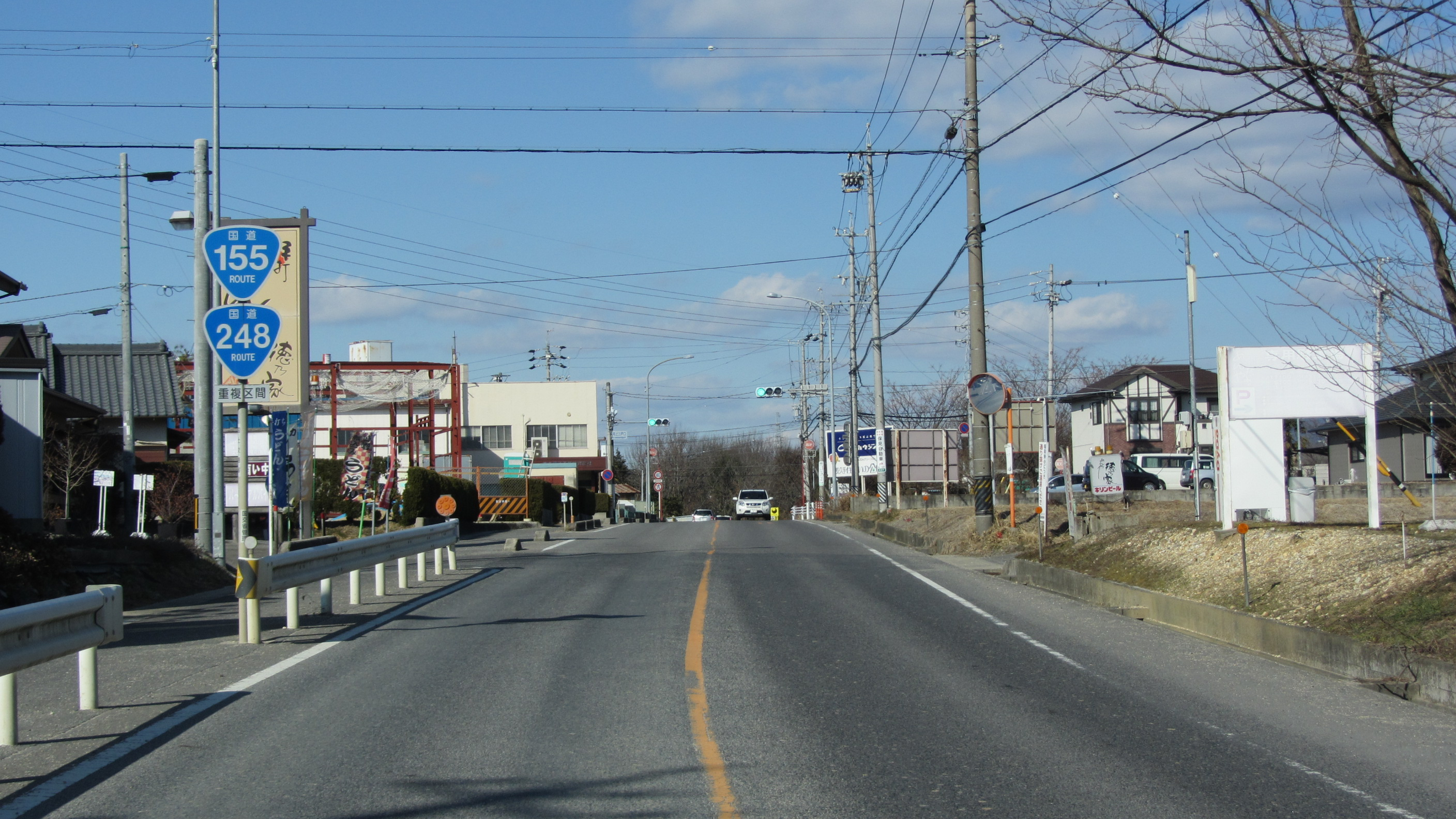
国道248号との重複
愛知県豊田市保見町

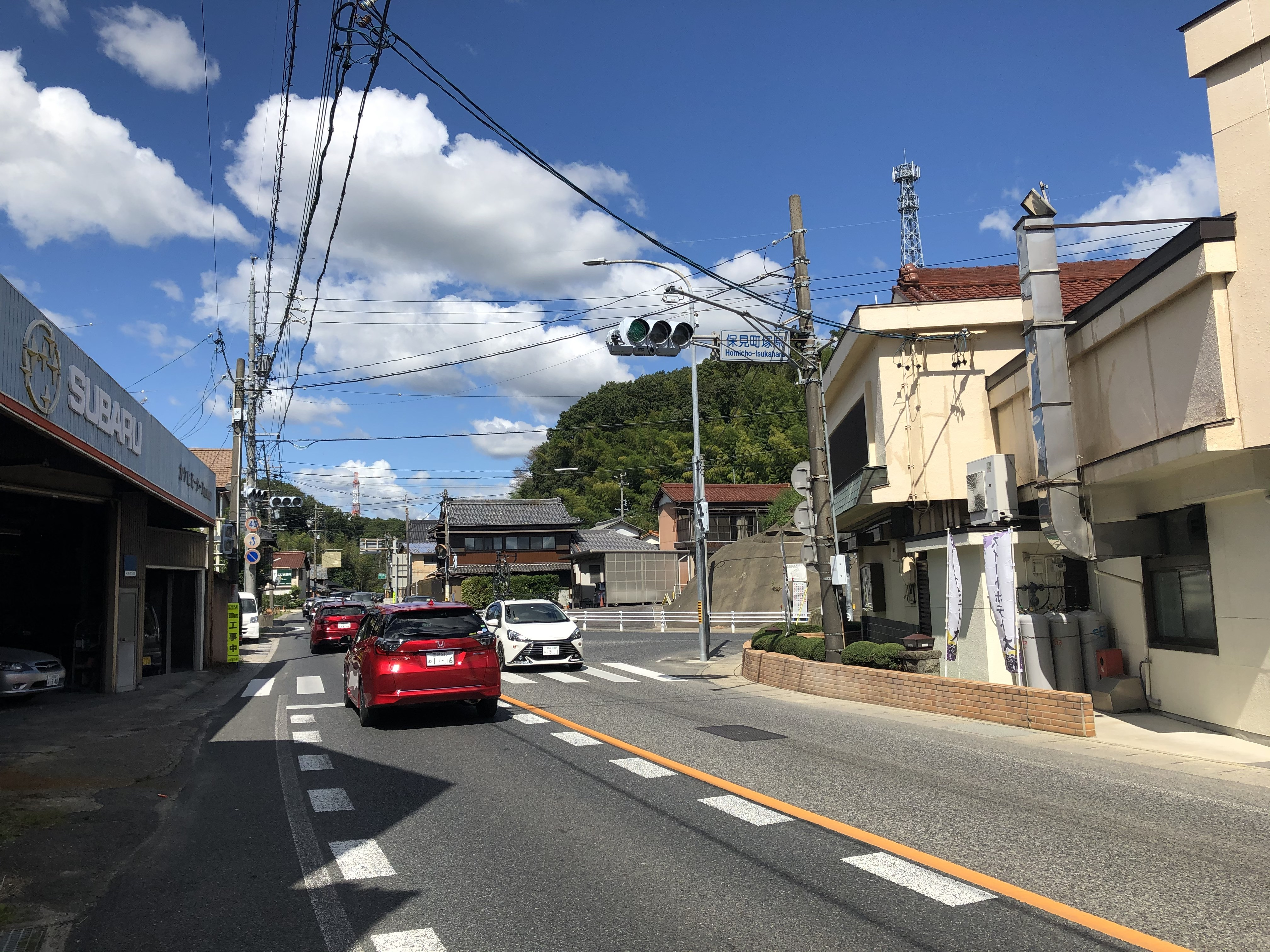
愛知県道58号名古屋豊田線との重複
愛知県豊田市保見町

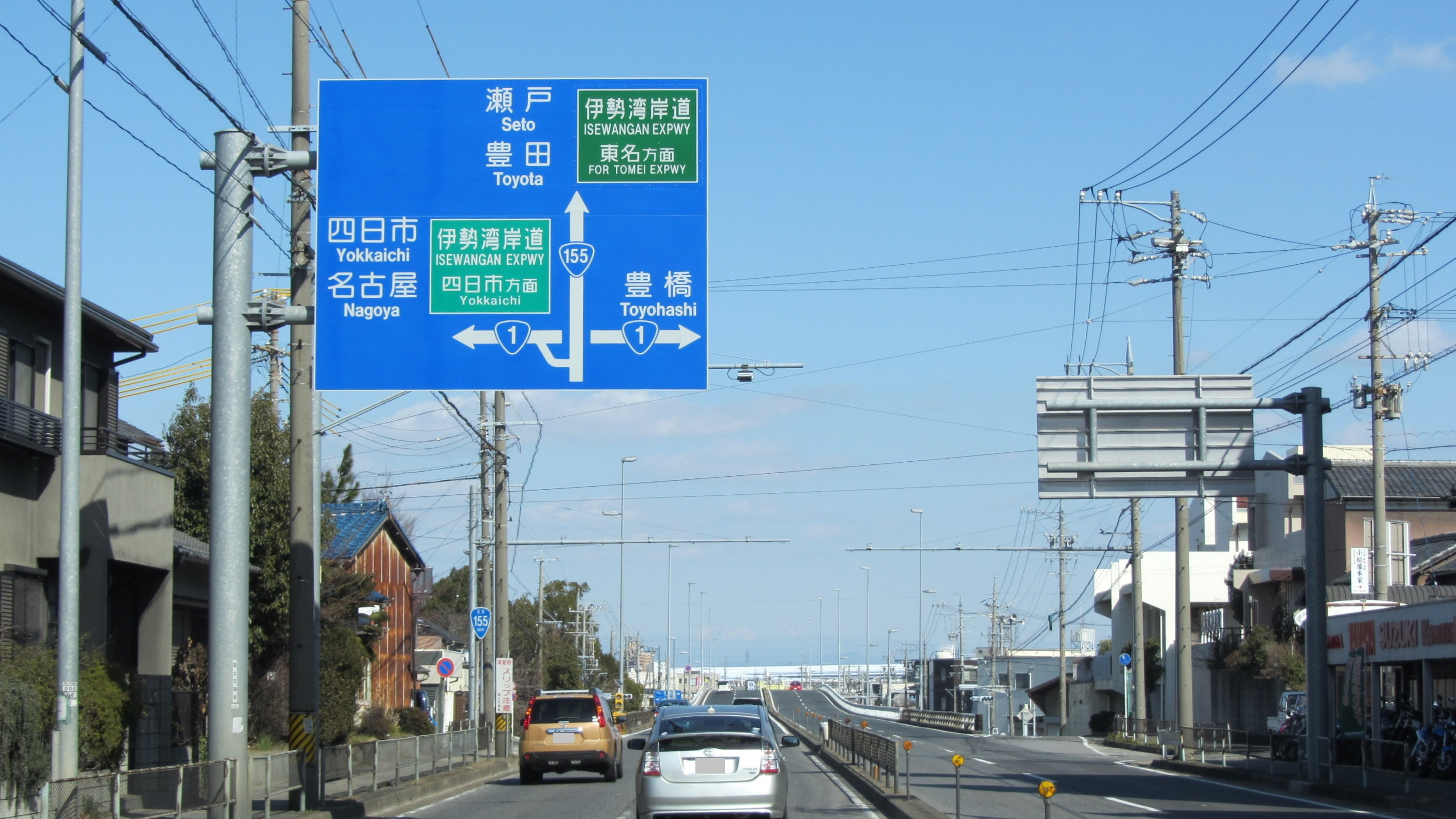
国道1号との交差
愛知県知立市西町

国道155号（こくどう155ごう）は、愛知県常滑市から中京圏を反時計回りに、弥富市に至る一般国道である。

## 概要
愛知県西・中部の環状道路として国道302号（名古屋環状2号線）の外側を通る国道であり、名古屋環状3号線として位置づけられている。豊田南バイパスはトヨタ自動車堤工場をオーバーパスする。
小牧市から一宮市へ向かうバイパスは工事が完全には終了しておらず、両端とも現道と接続していない。また、完成のめども立っていない。この区間は都市計画道路北尾張中央道として計画されている。

### 路線データ
一般国道の路線を指定する政令に基づく起終点および重要な経過地は次のとおり。
- 起点：常滑市（常滑市原松町三丁目88番、原松町交差点付近[3][4] = 国道247号上）
- 終点：愛知県海部郡弥富町[注釈 2]（弥富高架橋南交差点 = 国道1号交点、愛知県道105号富島津島線起点）
- 重要な経過地：知多市、東海市、大府市、刈谷市、知立市、豊田市、瀬戸市、春日井市、小牧市、江南市、一宮市、稲沢市、津島市
- 総延長 : 154.8 km（愛知県 153.3 km、名古屋市 1.5 km）重用延長を含む。[5][注釈 3]
- 重用延長 : 3.3 km（愛知県 3.3 km、名古屋市 - km）[5][注釈 3]
- 未供用延長 : なし[5][注釈 3]
- 実延長 : 151.5 km（愛知県 150.0 km、名古屋市 1.5 km）[5][注釈 3]
  - 現道 : 123.0 km（愛知県 121.5 km、名古屋市 1.5 km）[5][注釈 3]
  - 旧道 : なし[5][注釈 3]
  - 新道 : 28.5 km（愛知県 27.5 km、名古屋市 - km）[5][注釈 3]
- 指定区間：知立市上重原町丸山155番5 - 瀬戸市東茨町33番（刈谷市・知立市界 - 東本町交差点付近）[6]

## 歴史
現行の道路法（昭和27年法律第180号）に基づく二級国道として初回指定された1953年（昭和28年）では、名古屋富山線として指定されていた。1959年（昭和34年）に一級国道41号への昇格に伴って欠番となり、1963年（昭和38年）に新たに指定された名古屋環状線に採番された。

### 年表
- 1963年（昭和38年）4月1日 - 二級国道155号名古屋環状線（常滑市 - 愛知県海部郡弥富町[注釈 2]）として指定施行[9]。
- 1965年（昭和40年）4月1日 - 道路法改正により一級・二級区分が廃止されて一般国道155号として指定施行[2]。
- 2015年（平成27年）4月1日
  - かつて指定されていた区間のうち、豊田市駒場町（向金） - 豊田市西町（西町4）の旧道が、国土交通省から愛知県に移管されたことに伴い、国道419号の単独区間となった[10]。
  - 一宮市緑から音羽までの区間の管理が国土交通省から愛知県（一宮建設事務所）に移管され、指定区間でなくなる[10]。

## 路線状況

### 通称
- 巡見街道（一宮市）
- 上本町通り（一宮市）
- 花祇通り（一宮市）
- けやき通り（豊田市）
- 知多街道・常滑街道・師崎街道（東海市・知多市・常滑市）

### バイパス
- 西知多産業道路
- 太田川バイパス
- 豊田南バイパス（衣浦豊田道路の一部）
- 小牧一宮バイパス
- 北尾張中央道
- 弥富バイパス
- 名古屋環状3号線（環状3号）

### 重複区間
- 国道247号（常滑市・原松町三丁目（起点） - 常滑市・西知多産業道路、横須賀IC・高横須賀町交差点）
- 国道419号（豊田市・西町5丁目交差点 - 豊田市・西町4丁目交差点）
- 国道248号（豊田市・西町5丁目交差点 - 瀬戸市・東本町交差点）
- 国道419号（豊田市・駒場町向金交差点 - 豊田市・駒場町朝日交差点）
- 国道153号（豊田市東新町 - 豊田市・西町4丁目交差点）
- 国道363号（瀬戸市・東本町交差点 - 瀬戸市・瀬戸橋南交差点）
- 国道366号（大府市・大府高校北交差点 - 大府市・惣作交差点）

### 道路施設

#### 橋梁
- 矢田川橋（矢田川、常滑市小倉町 - 知多市南粕谷新海）
- 境大橋（境川・逢妻川、大府市横根町 - 刈谷市中手町）
- 瀬戸橋（瀬戸川、瀬戸市西本町 - 同市山脇町）
- 新東谷橋（庄内川、名古屋市守山区大字上志段味 - 春日井市気噴町）
- 弥富高架橋（JR東海関西本線・近鉄名古屋線、弥富市鎌倉町 - 同市鯏浦町）

## 地理

### 通過する自治体
- 愛知県
  - 常滑市 - 知多市 - 東海市 - 大府市 - 刈谷市 - 知立市 - 豊田市 - 瀬戸市 - 名古屋市（守山区）- 春日井市 - 小牧市 - 岩倉市[注釈 4] - 一宮市 - 稲沢市 - 愛西市 - 津島市 - 愛西市 - 弥富市

### 交差する道路
- 知多横断道路（セントレアライン）（常滑市）
- 知多半島道路 ： 大府東海IC（大府市）
- 国道366号（大府市）
- 国道23号（知立バイパス）（知立市）
- 国道1号（知立市）
- 衣浦豊田道路 ： 生駒IC（豊田市）
- 伊勢湾岸自動車道 ： 豊田南IC（豊田市）
- 東名高速道路 ： 豊田IC（豊田市）
- 国道153号（豊田東西線）（豊田市）
- 猿投グリーンロード ： 八草IC（豊田市）
- 国道19号（春日井バイパス）（春日井市）：春日井ICに近接
- 国道41号（名濃バイパス）（小牧市） ：小牧IC南側の間々本町交差点（旧道）と、小牧ICおよび名古屋高速小牧北出入口の北側の村中交差点（小牧一宮バイパス・北尾張中央道）の2か所
- 国道22号（名岐バイパス）（一宮市）：名古屋高速一宮中入口の北側の富士3丁目交差点（旧道）と、一宮木曽川IC寄りの常願通7丁目交差点（バイパス・北尾張中央道）の2か所
- 東海北陸自動車道 ： 一宮西IC（一宮市）
- 東名阪自動車道 ： 弥富IC（弥富市）
- 国道1号（弥富市）

## ギャラリー

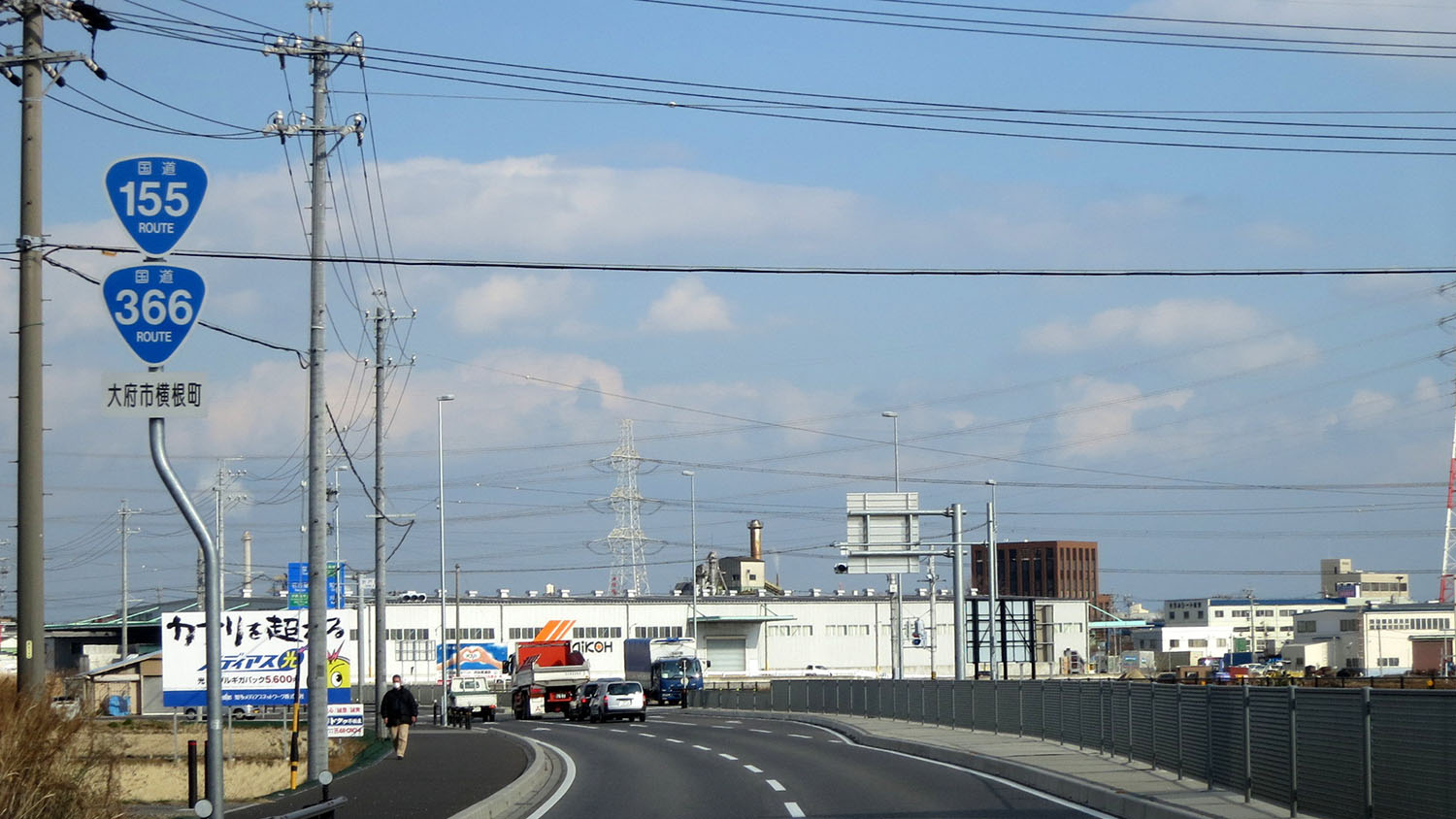
国道366号との重複 愛知県大府市横根町
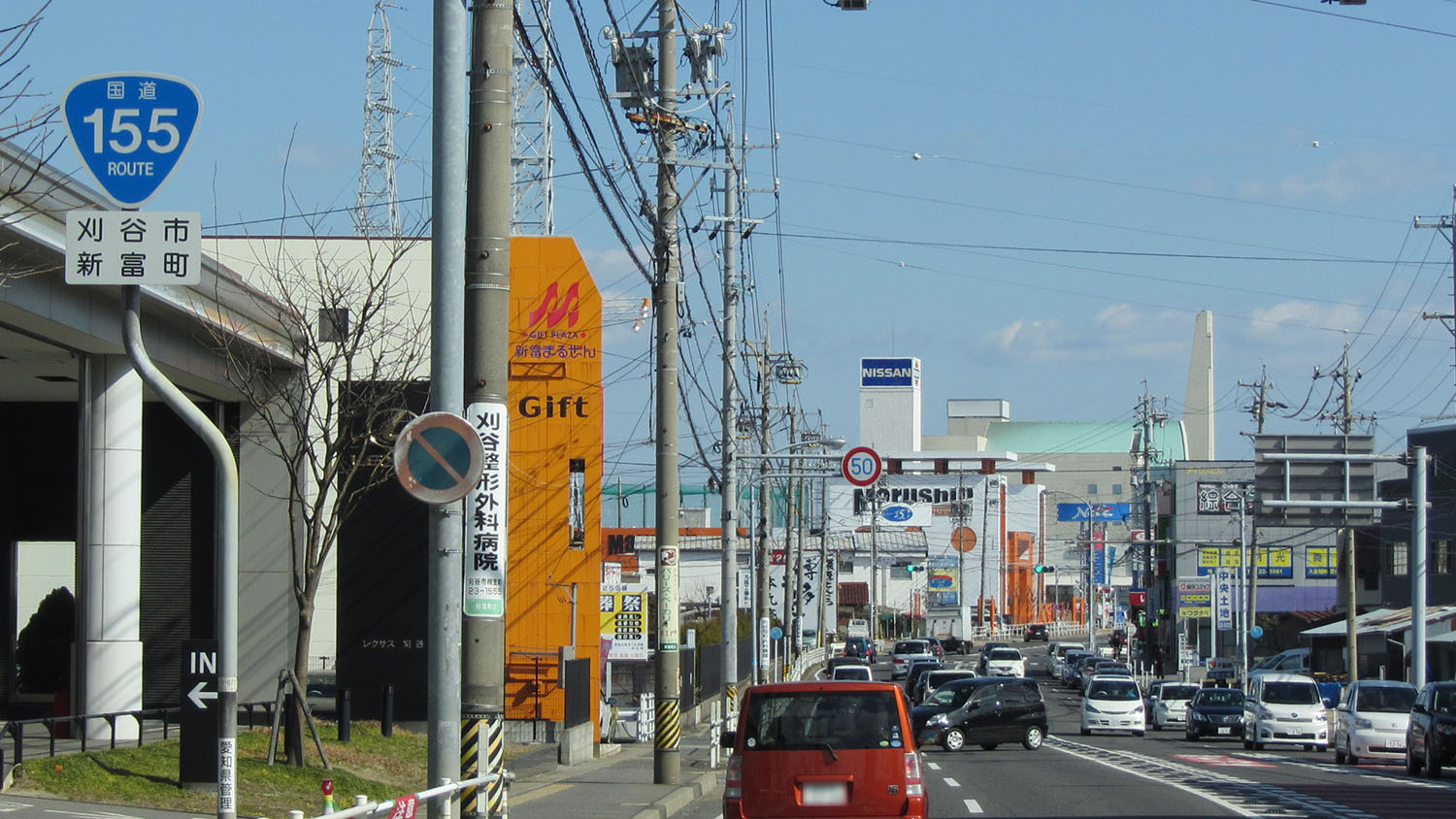
愛知県刈谷市新富町3丁目
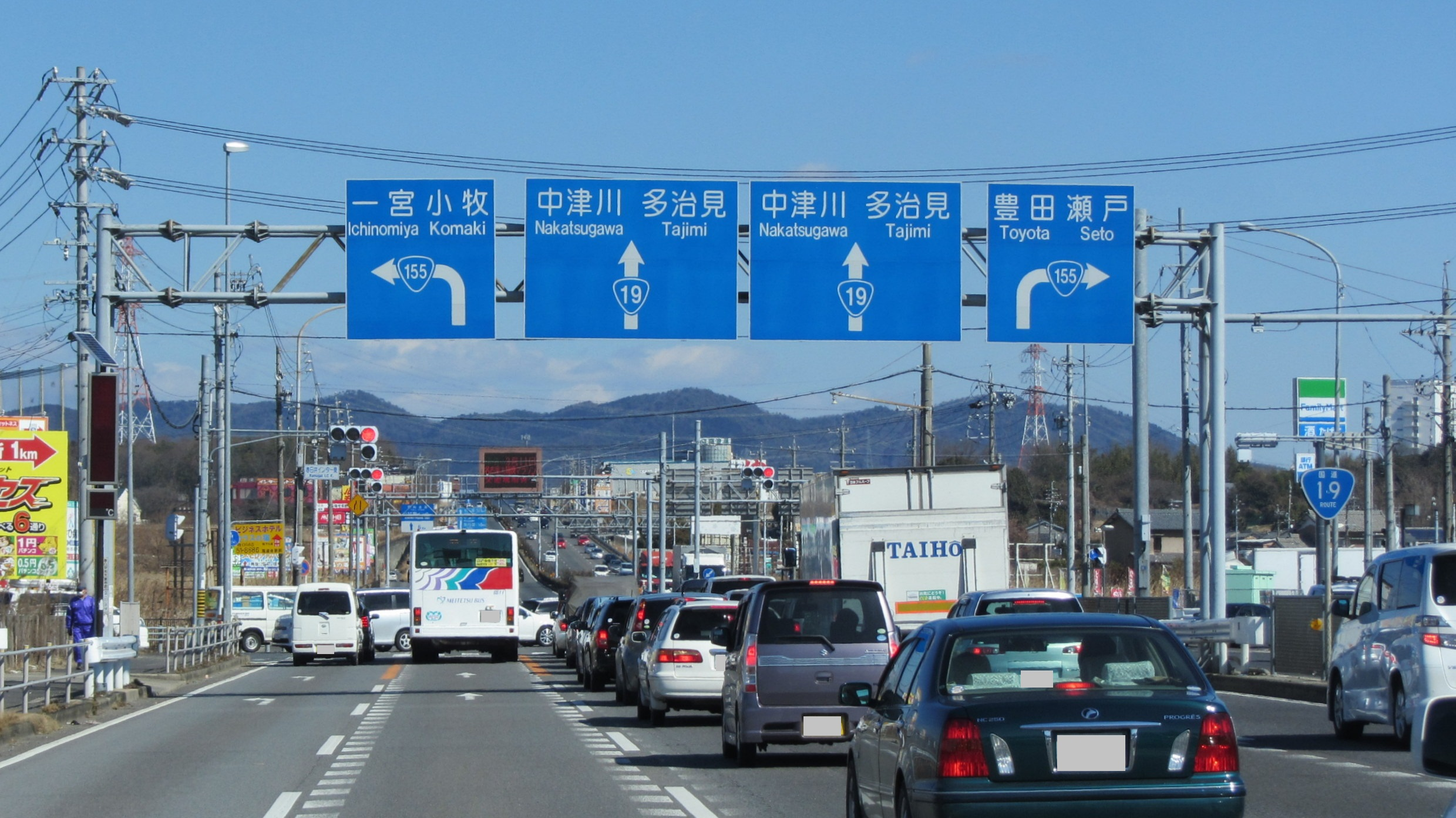
国道19号（春日井バイパス）との交差 愛知県春日井市大泉寺町
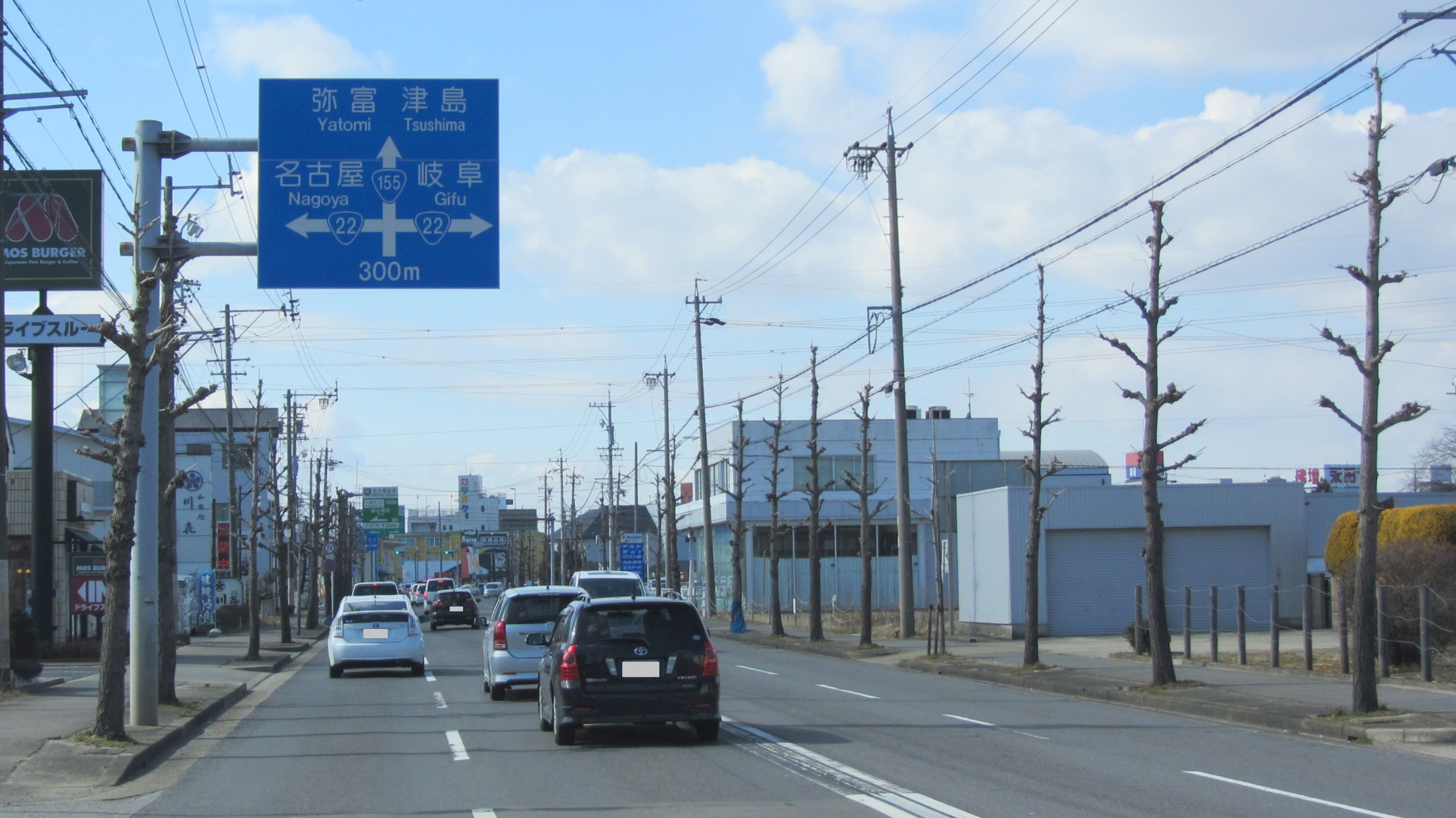
国道22号（名岐バイパス）との交差 愛知県一宮市浅野
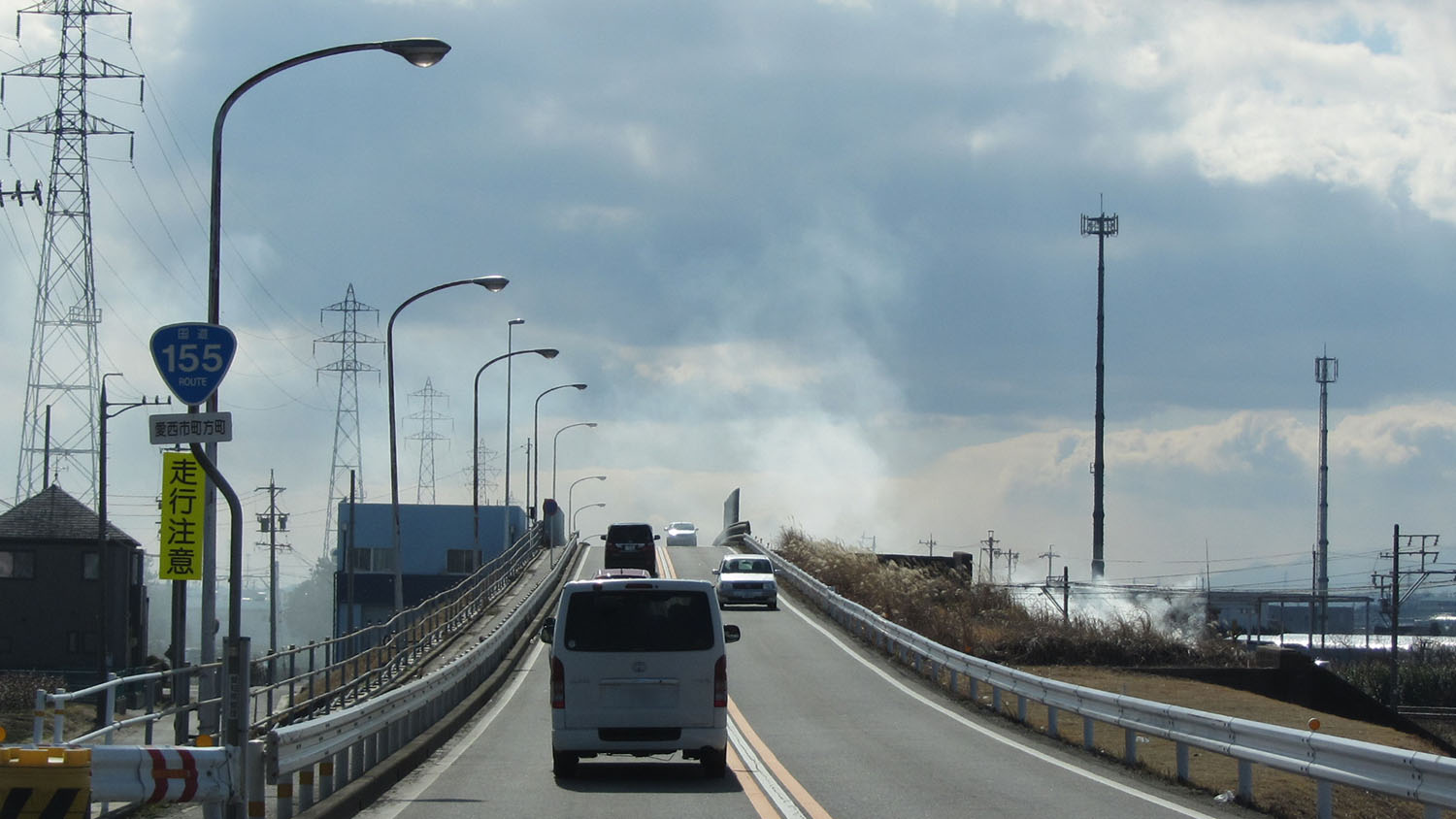
愛知県愛西市町方町